# Central hidroeléctrica Blanco
La central hidroeléctrica Blanco es una planta transformadora de energía hidráulica en eléctrica inaugurada en 1993 y ubicada a 32 km de la ciudad de Los Andes (Chile) en la cuenca del río Aconcagua en la Región de Valparaíso. Tiene una potencia de 53 MW alcanzada con una turbina del tipo Pelton.